# Kallån
Der Kallån ist ein 13 Kilometer langer Fluss in der schwedischen Gemeinde Örnsköldsvik in der  Provinz Västernorrlands län. Er entspringt am Fuße des Skårberget und fließt von dort in östlicher Richtung zum Dorf Gärdal. Von hier aus macht der Kallån einen Knick nach Südosten. In Åte biegt er nach Nordosten ab und mündet bei Överhörnäs in die Själevadsfjärden.